# Природные ресурсы
Природные ресурсы — совокупность объектов и систем живой и неживой природы, компоненты природной среды, окружающие человека и используемые им в процессе общественного производства  для удовлетворения материальных и культурных потребностей человека и общества.

## Классификация
По происхождению:
- Ресурсы природных компонентов (минеральные, климатические, водные, растительные, почвенные, земельные, животного мира)
- Ресурсы природно-территориальных комплексов (горнопромышленные, водохозяйственные, селитебные, лесохозяйственные)

По видам хозяйственного использования:
- Ресурсы промышленного производства:
  - Энергетические ресурсы (горючие полезные ископаемые, гидроэнергоресурсы, биотопливо, ядерное сырье)
  - Неэнергетические ресурсы (минеральные, водные, земельные, лесные, рыбные ресурсы)
- Ресурсы сельскохозяйственного производства (агроклиматические, земельно-почвенные, растительные ресурсы — кормовая база, воды орошения, водопоя и содержания)

По виду исчерпаемости: 
- Исчерпаемые:
  - Невозобновляемые (минеральные, земельные ресурсы);
  - Возобновляемые (ресурсы растительного и животного мира);
  - Не полностью возобновляемые — скорость восстановления ниже уровня хозяйственного потребления (пахотно-пригодные почвы, спеловозрастные леса, региональные водные ресурсы);
- Неисчерпаемые ресурсы (водные, климатические).

По степени заменимости:
- Незаменимые;
- Заменимые.

По критерию использования:
- Производственные (промышленные, сельскохозяйственные);
- Потенциально-перспективные;
- Рекреационные (природные комплексы и их компоненты, культурно-исторические достопримечательности, экономический потенциал территории).